# Kenya a 2006. évi téli olimpiai játékokon
Kenya  az olaszországi Torinóban megrendezett 2006. évi téli olimpiai játékok egyik részt vevő nemzete volt. Az országot az olimpián 1 sportágban 1 sportoló képviselte, aki érmet nem szerzett.

## Sífutás
Férfi
| Versenyző   | Versenyszám | Eredmény | Helyezés |
| ----------- | ----------- | -------- | -------- |
| Philip Boit | 15 km       | 53:32,4  | 91.      |